# 擎天半島
擎天半島（英語：Sorrento，英文名稱借用自索倫托），是一個位於香港港鐵九龍站Union Square第二期的私人住宅項目，由前地鐵公司（今港鐵公司）、九龍倉集團及會德豐地產發展，由王歐陽建築師事務所設計，協興建築承建，港鐵公司管理。大廈於2003年2月落成及入伙，共有5座樓高61至75層住宅樓宇，提供2,126個住宅單位。
擎天半島最高的第1座共75層（數字上81樓），樓高256米。最矮的第6座共61層（數字上67樓），樓高206米。

## 建築設計
擎天半島建築設計實用時尚，採用金屬模版建築，達致環保、準確度高及手工精細等優點。
在建築結構上，發展商特別聘請香港城市大學教授採用電腦方程式，將主力牆平均分佈於大廈各層，提高單位實用率，尤其位於中、低層單位之實用率，較一般多層大廈為高。擎天半島乃全港首個採用「氣壓式平衡窗」及「氣壓式平衡露台敞門」的住宅物業，由國際級幕牆設計公司Heitmann & Associates, Inc. 設計，透過暗藏窗框邊之風箱，利用大氣壓力的物理學原理，達致高度防漏及擋風效果。
擎天半島的入口大堂巧設歐陸式噴泉，氣派非凡，樓底高達14呎。入口大堂展現現代建築美，玻璃天幕設計，讓自然光線透入，締造高度的空間感；前迎藍天碧海之醉人景觀，展現優尚居停風範。電梯以會展式設計，分東西兩翼，飛翼展翅的外型設計突出，更與物業頂層的流線飛翼勾劃遙相呼應。

## 設施
屋苑會所面積超過13萬平方呎，提供超過30項設施，包括室外泳池、水力按摩池、桌球室、香薰舒展室、健身舞蹈室、視像遊戲室、互聯網休閒雅座、太極園、網球場、多用途運動場和親子種植場等。平台有天橋通道往九龍站及香港西九龍站上蓋公共空間。

## 著名業主
- 林奮強[1]
- 蔡若蓮
- 金澤培[2]

## 圖集

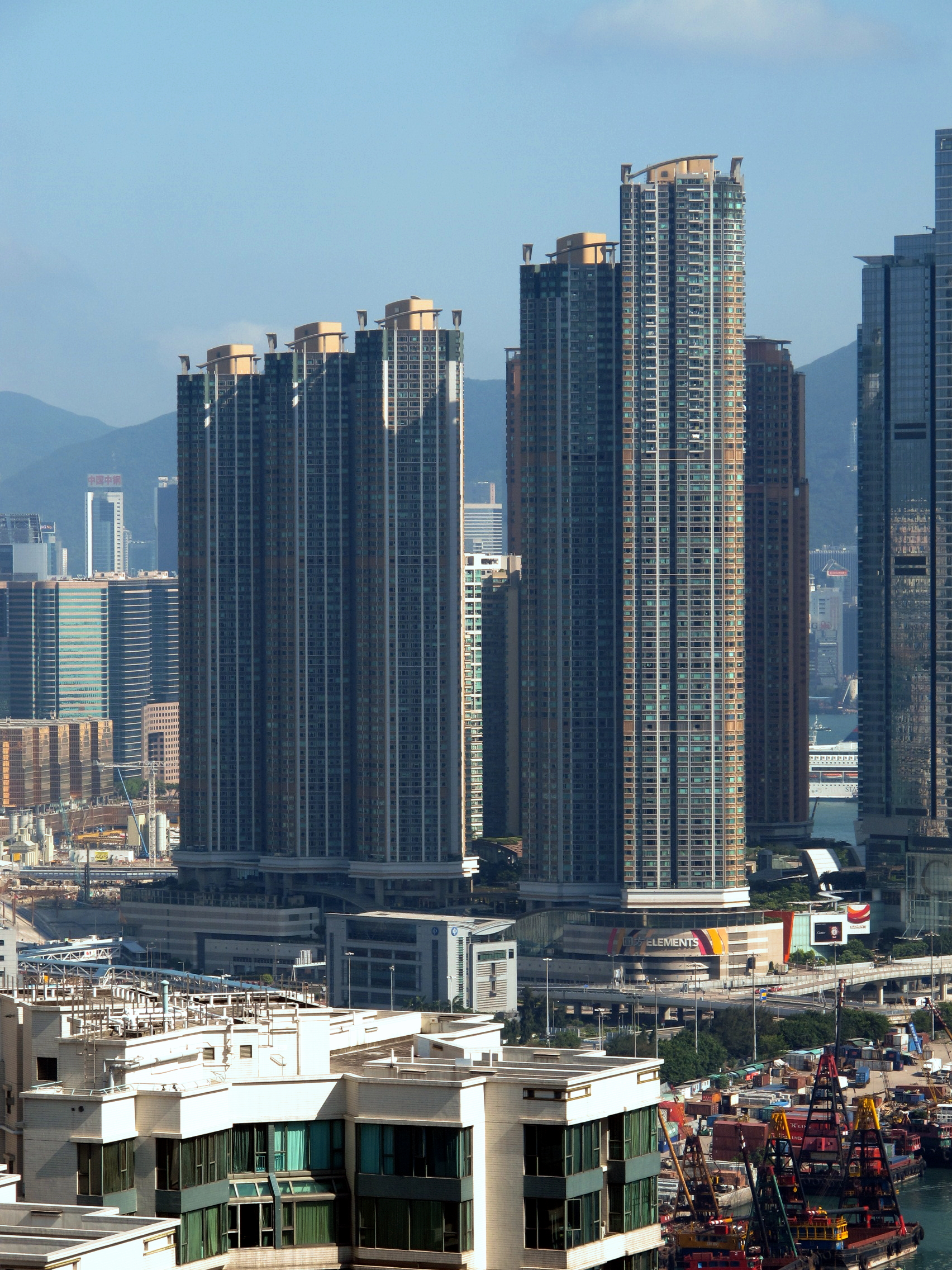
高聳入雲的擎天半島
擎天半島與Union Square週邊位置圖

## 外部連結
- 摩天漢世界 - 擎天半島

1. ↑  林奮強沽寶華軒 勁賺572萬 的存檔，存档日期2013-10-21. 明報，2012年10月19日
2. ↑  . 明報. 2023-12-05  [2024-11-02]. （原始内容存档于2024-12-24）.